# GirlPower Radio
GirlPower Radio is een Nederlands radiostation, gevestigd in Den Haag. De muziekzender richt zich specifiek op vrouwen. Het station is onderdeel van de QAS media groep.
De zender ging in mei 2021 van start als opvolger van Beat FM en was te horen in de regio's Den Haag, Zoetermeer en Almere. Hierbij werden de DAB+-frequenties van Beat FM gebruikt. GirlPower Radio werd tevens hoofdsponsor van ADO Den Haag Vrouwen. In oktober 2023 werd een contract getekend met de KNBSB voor de sponsoring van het damesteam.
Op 5 december 2024 is de samenwerking tussen GirlPower Radio en de KNBSB met twee jaar verlengd.
De zender heeft anno 2023 ongeveer 120.000 luisteraars per maand. De zender is via DAB+ te ontvangen in de Randstad en delen van Noord-Brabant.